# リヒャルト・ハイゼ
リヒャルト・ゲオルク・ヨハネス・マグヌス・ハイゼ（ドイツ語: Richard Georg Johannes Magnus Heise、1869年5月1日 - 1940年4月11日）は、明治時代にお雇い外国人として来日したドイツの教育者である。

## 経歴・人物
ドイツ北部、シュレスヴィヒ＝ホルシュタイン州の州都キールの生まれ。
1902年（明治35年）日本政府の招きにより来日した。東京高等商業学校（現在の一橋大学）に雇われ、ドイツ語の教鞭を執った。後に学習院大学や慶應義塾大学にも雇われ、同時期に日本人女性（和田ヨシ）と結婚したり、キリスト教から神道へ改宗する等「親日家」と呼ばれ一躍有名となった。門人には来栖三郎、久武雅夫らがいる。
1924年（大正12年）に中華民国に移住するために離日した。離日する際に大正天皇より皇族等多くの庶民と親交を持った事で勲三等旭日中綬章を授与された。離日後に発生した満州事変においては対日批判が起こった際に日本側を弁護した。
1940年首都北京で客死した。なお、ハイゼの墓は白虎隊の墓が所在する福島県会津若松市飯盛山にある。また、二人の間には4人の子供（息子2人、娘2人）がいる。

## 著書
- 『日本人の忠誠心と信仰』‐ 滞日中に執筆、刊行。親日家として知られるきっかけとなった著書である。

## 関連書籍
- 瀬野文教『リヒャルト・ハイゼ物語 ‐ 白虎隊の丘に眠る或るドイツ人の半生』中央公論新社、2012年